# Ронкоферраро
Ронкоферраро (итал. Roncoferraro) — коммуна в Италии, располагается в регионе Ломбардия, подчиняется административному центру Мантуя.
Население составляет 6867 человек (на 2004 г.), плотность населения составляет 106 чел./км². Занимает площадь 63 км². Почтовый индекс — 46037. Телефонный код — 0376.
Покровителем коммуны почитается святой Иоанн Креститель, празднование в четвёртое воскресение июля.